# 近鉄バス八尾営業所
近鉄バス八尾営業所（きんてつバスやおえいぎょうしょ）は、大阪府八尾市志紀西にある近鉄バスの営業所。
主に、八尾市全域と東大阪市南東部、藤井寺市北部、柏原市の一部を担当し、また飛び地的に富田林市内の路線もカバーする。大和路線志紀駅の西側約400mに位置する。

## 概要
1956年に近畿日本鉄道自動車局の志紀自動車区・営業所として開設された。1986年に八尾自動車区・営業所に改称された、ただ、その後も当自動車区の前のバス停は2017年の廃止まで「志紀車庫前」であった。
1999年に分社化され、八尾営業所となった。2003年よりスルッとKANSAI・Jスルーカードにも対応しており、バスカードの運用も開始した。
また、1998年に布施営業所から移管されて以来、夜行高速バスの基地としても機能しており、北は仙台・山形から南は鹿児島まで幅広く担当している。

## 現行路線

### 八尾線
近鉄八尾駅（近鉄大阪線）からJR八尾駅（JR大和路線）、八尾南駅（Osaka Metro谷町線）、藤井寺駅（近鉄南大阪線）の4つの鉄道駅を結ぶ幹線で、管内では最も運行頻度が高い。
工業団地や商業地、住宅地を結ぶ利用者が多い路線であるが、現在は旅客減少に伴い中型車による運用が定期で存在する。
八尾空港前という停留所もあるが、同空港ターミナルへは10分程度歩く。
藤井寺球場が稼働していた当時、試合開催時は、バファローズマークヘッドマークをバンパー上に差して運行していた（松原営業所も同様）。
過去には「沼循環系統」と呼ばれる八尾南駅前を起終点とする循環系統も当路線に含まれていた。
近鉄八尾駅前では4番のりばから発車。
- 70番：近鉄八尾駅前 - 八尾市役所前 - 八尾郵便局前 - JR八尾駅前 - 太子堂 - 八尾南駅前 - 太田 - 小山 - 藤井寺市役所前 - 藤井寺駅
  - 基本系統で、終日運行される。
  - 日中は15分に1本設定。
- 71番：南太子堂 → 八尾南駅前 → 太田 → 小山 → 藤井寺市役所前 → 藤井寺駅
  - 6時台のみの運行で、平日1本・土休日2本設定。
- 72番：太子堂 → JR八尾駅前 → 八尾郵便局前 → 八尾市役所前 → 近鉄八尾駅前
  - 近鉄八尾駅前方面の始発便。
- 73番：八尾南駅前 → 太子堂 → JR八尾駅前 → 八尾郵便局前 → 八尾市役所前 → 近鉄八尾駅前
  - 71番同様、6時台に平日1本・土休日2本運行。

### 高砂線
近鉄八尾駅前と高砂住宅を結ぶ。
高砂線や下記の花園線はもとは「山本線」と称し、枚岡営業所が担当していた。当時は近鉄大阪線の北側から南側を循環する系統や山本駅前 - 近鉄八尾駅前を循環する系統や八尾 - 緑ヶ丘 - 山本の区間便も存在した。
近鉄八尾駅前では3番のりばから発車。
- 94番：近鉄八尾駅前 - アリオ八尾 - 緑ヶ丘 - 青葉町 - 福万寺口 - 高砂住宅
  - 2006年11月29日よりアリオ八尾への乗り入れを開始している。
  - 日中1時間おきの運行で、朝夕は設定されない。
- 95番：近鉄八尾駅前 - 緑ヶ丘 - 青葉町 - 福万寺口 - 高砂住宅
  - 朝夕のみの運行。

### 花園線
河内山本駅から八尾市北東部を経由し河内花園駅へ至る路線。ほぼ南北にまっすぐ走る。
両駅前ともに1番のりばから発車する。
- 90番：山本駅前 - 青葉町 - 福万寺口 - 玉串 - 花園駅前
  - 日中は20分に1本運行。朝ラッシュ時は12分間隔で運行する。
- 91番：山本駅前 → 青葉町 → 福万寺口 → 玉串
  - 平日の最終便のみ。
- 92番：高砂住宅 → 福万寺口 → 青葉町 → 山本駅前
  - かつては、高砂住宅からの便は朝夕に多数運行していたが、現在は早朝の1便だけになっている。

### 東花園線
河内山本駅と東花園駅を結ぶ路線。
この路線もかつては枚岡営業所の担当で、元は瓢箪山駅 - 恩智駅 - 近鉄八尾駅と結ぶ「恩智線」であったが、のちに山本駅前へ乗り入れる20番が主力となった。その後、20番と近鉄八尾と恩智を結ぶ系統は分断され、両系統の接点もなくなった。
2019年10月31日まで瓢箪山駅前を発着していたバス路線は、翌11月1日よりすべて東花園駅前発着に変更された。かつては「瓢箪山線」と称していたが、これにより現在の路線名に変更となった。ターミナル変更の経緯の詳細は枚岡営業所の「四条畷線」の節を参照。
山本駅前では3番のりば、東花園駅前では2番のりばから発車。
- 20番：山本駅前 - 上尾町 - 楽音寺 - 東花園駅前
  - 日中概ね20分毎。
  - 平日早朝に1本、上尾町発山本駅前行きがある。

### 久宝寺線
久宝寺駅に乗り入れる路線。
現在運行されている07番は運行開始当初は08番を名乗っていたが、この系統番号は2009年4月8日に復活しており、JR久宝寺駅と地下鉄谷町線八尾南駅を都市計画道路（久宝寺太田線）経由で直線的に結ぶ系統として運行を開始。2012年4月8日より、派生系統として朝を除き大阪市立クラフトパーク経由の09番（2代目）が運行されるようになった。しかし2016年6月1日から利用者減・運転士不足を理由に八尾南駅への系統は土曜日に1往復のみの運行となり、2017年4月1日から運行取り止めとなった。
- 07番：アリオ八尾 - 八尾駅筋 - 八尾市役所前 - 光南町 - JR八尾駅前 - 八尾市立病院前 - JR久宝寺駅
  - 2004年5月に運行を開始した。当初は近鉄八尾駅前発着で、当時運行していた八尾市のコミュニティバス・愛あいバスの竹渕ルートと完全平行していた。このため、2005年11月に愛あいバスはJR久宝寺駅以西のみとして、当路線との乗り継ぎ制度を導入した（現在、愛あいバスは廃止されている）。
  - 2006年11月29日からは、アリオ八尾の交通広場発着に変更され、近鉄八尾駅前は通過、系統番号も当初の08から07に変更となった。アリオ乗り入れ時に、夜間の便を増発している。八尾市立病院前 - JR久宝寺駅区間及び八尾市立病院前 - JR八尾駅前区間で乗車する乗客に限り運賃120円（小児同額）で乗車できる。

### 金剛東団地線
富田林市西部にある金剛ニュータウンの東部と、富田林駅を結ぶ路線。ニュータウンの西側には特急が停車する南海高野線金剛駅があり、同線の大阪市内ターミナルが難波にあることもあり、同駅発着の南海バスに利用では押されている。しかし、富田林市役所などの行政機関は富田林駅方向にあり、駅からは丘陵地を上り下りするため、バスの利用者は多い。過去には富田林・金剛両駅を、PL病院前 - 公園前間無停車で結ぶ急行を南海バスと共同で運行していたこともある。
PL教本部が沿線にある。
35番は北側の向陽台・藤沢台循環で、廃止された初代37番は南側の津々山台・小金台循環であった。2000年5月に、効率化のため平日・土曜の昼間時に限り37番を運行せず、35番との乗り継ぎ連絡バスの運行を行っていたが乗り継ぎの不便さがあることから、2005年に乗り継ぎ制度は廃止された。
営業所からは遠いが、大阪外環状線を経由して回送されてくる。これは後述する富田林線や富田林レインボーバスも同様である。2016年6月1日のダイヤ変更で津々山台まわりの系統（先代の37番）が全便廃止となった。2018年4月2日よりPL病院正面玄関前への乗り入れを開始した。
- 35番：富田林駅前 → PL本庁前 → 向陽台二丁目 → 藤沢台六丁目 → 中央センター前 → 富田林病院前 → 向陽台二丁目 → PL本庁前 → 富田林駅前
  - 朝夕の運行。
- 36番：富田林駅前 → PL本庁前 → PL病院正面玄関前 → 向陽台二丁目 → 藤沢台六丁目 → 中央センター前 → 富田林病院前 → 向陽台二丁目 → PL病院正面玄関前 → PL本庁前 → 富田林駅前
  - 36番はかつてPL本庁前を経由せずに金剛東団地に入る路線がこの番号を使用しており、現行経路のものは37番同様2代目となるが、初代36番の末期は夜間運行で本数が極めて少なかった。
  - 主に日中に運行される。
- 37番：富田林駅前 - PL本庁前 - PL病院正面玄関前

### 富田林線
現在運行されているのは「梅の里系統」で、近鉄長野線喜志駅から駅西側の丘陵地にある梅の里住宅への路線。丘陵地の急な坂を上り下りするため、利用者も比較的多い。
当初は、さつき野住宅内には入らず、喜志駅前 - 梅の里住宅西間の運行で、折り返しは美原町（現：堺市美原区）との境界付近にあるターン地で行っていた。ここから市境を挟み約150m先にも別のバスターン地があるが、こちらは、河内松原駅や北野田駅前からさつきの住宅への路線が使用している。
当路線をさつき野側に延長したことで、駅から遠いさつき野住宅の利便性を上げた。折り返し場はさつき野住宅の一角に新設された。
なお、元々富田林線は八尾と河内長野を結ぶ路線であったが、近鉄長野線との並行路線であったこともあり縮小され、富田林市内への出入庫を兼ねた路線が国道25号 - 国道170号旧道経由で運行されていた。その後次第に減便と区間短縮を行い、2003年に松原営業所に移管。2006年より85・86番のみとなり土曜日1往復だけが存続していたが、2008年12月20日休止された。
- 96番：喜志駅前 - 梅の里住宅西 - さつき野センター北
  - 日中、1時間に2〜4本運行。平日・土曜・日祝でダイヤが大きく異なる。

### 信貴山上線
山本線・恩智線と同様、かつては枚岡営業所の担当だった。信貴山朝護孫子寺へのアクセス路線。戦前に不要不急路線として廃止された信貴山急行電鉄の山上鉄道線があった跡を、1957年に近鉄西信貴鋼索線が復活する際に、山上線区間は鉄道を復旧せずにバスを運行する形となった。
廃線跡はバス専用道路になり、のちに信貴生駒スカイラインの一部となった。高安山と信貴山門の両ターミナルはいずれも山上線の駅跡にある。
バスは西信貴鋼索線のケーブルカーに接続（早朝夜間を除く）して概ね40分毎に運行。ただし、三が日など利用者の多い時期には続行便を出すなど増発が随時行われている。信貴山門には2012年4月28日から奈良交通の信貴山線（1983年に廃止された旧近鉄東信貴鋼索線の代替バス路線）が発着するようになり乗換可能となった。
現在は、高安山常駐車両はなく毎日国道25号線経由で回送される。
- 50番：高安山 - 高安山霊園 - 信貴山門

### 教育大線
大阪教育大学が奈良県境に近い柏原市の高台にキャンパスを設置したことから、最寄り駅の大阪教育大前駅とキャンパス内を結ぶ路線として開設。休講日は運休する。
国分駅前へは最終の1便のみが運行していたが2022年のダイヤ変更で12時台にも1便追加され2便となった。一時期、さつき野線同様の貸切格下車が専属していた。
現在では柏原市内を走る一般路線バスはこれが唯一であるが、過去には柏原線・堅上線・堺線など複数存在した。
- 0番：国分駅前 ← 大阪教育大前駅 - 柏原キャンパス

### アマゾンシャトル線
2017年10月のアマゾン大阪藤井寺フルフィルメントセンター開業とともに開通した新路線。従業員輸送を目的としており、朝夕時間帯に業務開始及び終了に合わせて運行される。なお、一般客は利用できない。近鉄バスでは、誤乗を兼ねてフロント部に着脱可能な『アマゾンシャトル』のマグネットを貼って運行される。
近鉄バスの他に新免事業者によるシャトルバスが、近鉄八尾駅・ＪＲ久宝寺駅・地下鉄八尾南駅からも運行されている。
- 藤井寺駅 - アマゾン藤井寺FC

## コミュニティバス

### 富田林コミバス線
愛称は「レインボーバス」。
金剛ニュータウンより富田林市役所方面へのバス路線がなく（金剛ニュータウンが近鉄バスと南海バスとのエリアの境界になっていることが一因）、その不便を解消すべく開設された路線である。
運賃は大人170円、小児90円で、身体障がい者手帳もしくは療育手帳所持者は半額となる。
1993年10月に無料運行で開設された後、2003年4月に有料化（大人100円、小児50円）された。同時に3つの路線を新設し、東西南北の4路線となった。しかし、西まわりと呼ばれるようになった既存1路線はまずまずの成績であったが、新設3路線は1便あたり1 - 3人という低利用率のため、わずか2年半で廃止となった。2023年9月1日より路線バスと競合している「けあぱる」および「富田林病院前」停留所を廃止し、運賃が大人170円に改定された。
当初使われた車両は、ステップリフト付きの大型車（前扉のみ装備）であったが、2003年に中型のワンステップバス（日野・レインボー）に置き換えられた。その後、2019年より小型のノンステップバス（日野・ポンチョ）に置き換えられた。
2023年12月21日より、下記の4市町村コミバスで南海バス泉北営業所が担当する東條線の補完運行がレインボーバスを活用して運行されるようになった。合わせて既存の系統は1日3便へ減便した。
- 富田林駅前 - 府民センター前 - 市役所・警察署前 - 甲田一丁目 - 川西駅筋 - すばるホール（総合福祉会館） - 明治池公園前  -  津々山台公園南 - 金剛公民館・図書館前 - 高辺台3号公園前 - 金剛連絡所前[10]

### 4市町村コミバス
2023年12月21日より運行を開始した金剛バスの廃止代替路線を運営する4市町村コミバスのうち阪南線・喜志循環線・さくら坂循環線の3路線の運行を受託した。また上記の通り、レインボーバスを活用し同コミバスの東條線補完運行も行っている。

## 空港リムジンバス

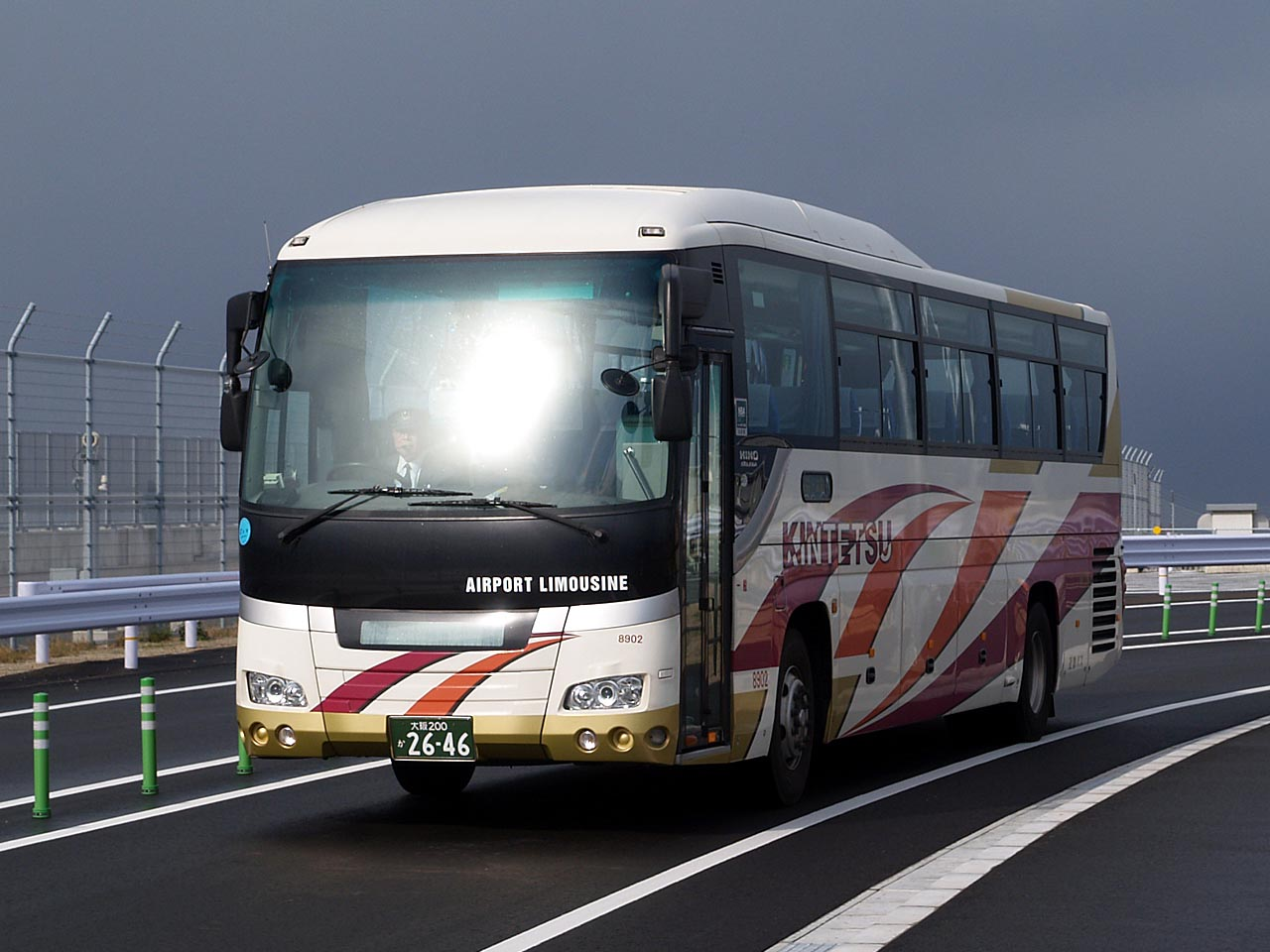
空港リムジンバス

### あべの橋・関西空港線
関西空港交通と共同運行。
あべのハルカスのグランドオープンを控えた2014年3月1日、上本町線から独立する形で新設した。関西空港発最終2便は都シティ 大阪天王寺に到着する。
- あべのハルカス（大阪マリオット都ホテル） - 関西国際空港
- 関西国際空港 → 都シティ 大阪天王寺

## 高速バス
内部リンクのある路線の詳細は各項目を参照のこと。大阪はあべの橋バスステーション・近鉄なんば西口（OCAT）・大阪駅前（地下鉄東梅田）、京都は京都駅八条口に停車する。
夜行路線の受け持ちが中心だが一部昼行便も運行し、本営業所が担当する。

### 仙台特急線
- フォレスト号（大阪・京都 - 仙台）

### 水戸特急線
- よかっぺ号（大阪・京都 - つくば・土浦・水戸）

### 大宮特急線
- サテライト号（大阪・京都 - 池袋・さいたま新都心・大宮）

大阪・京都と東京都豊島区の池袋を経由しさいたま市大宮区の大宮駅を結ぶ路線。近鉄バス単独運行。過去に同じ大阪と大宮を結ぶ同愛称の路線を運行しており、2023年に約26年ぶりの運行再開となった。初代のものは1989年11月15日から1997年6月30日の運行で、当時は布施営業所が担当し、国際興業バスと共同運行していた。

### 東京特急線
- フライングライナー号（大阪・京都 - 横浜・東京駅・上野・浅草・東北急行バス東京営業所）
- フライングスニーカー大阪号（大阪・京都 - 東京駅・東北急行バス東京営業所）

### 新宿特急線
大阪と新宿（東京都）を名神高速道路・中央自動車道・首都高速4号新宿線経由で結ぶ夜行高速バス。西東京バスとの共同運行である。
「ツィンクル号」は1989年12月6日に京王帝都電鉄との共同で運行開始。一時、東京側の運行会社が西東京バスへ移管されたが、2008年9月1日に西東京バスに戻されている。
2002年3月22日には「カジュアル・ツィンクル号」も運行を開始した。こちらは2008年4月24日までは多摩バス（当時）と共同運行を行い、2017年5月31日までは近鉄バス単独運行。2017年6月1日より西東京バスとの共同運行になった。
2006年12月1日より「ツィンクル号」が八王子 - 大阪線「トレンディ号」（1990年11月9日より西東京バスとの共同で運行開始）を統合し、八王子・茨木に停車するようになった（茨木停車は2017年に廃止）。
「ツィンクル号」は独立3列シート車、「カジュアル・ツィンクル号」は4列シート車による運行で、共に乗務員2名乗務。
「カジュアルツィンクル号」は草津PA（新宿行き）・中井SA（大阪行き）で開放休憩あり。「ツィンクル号」は近鉄便のみ開放休憩はない。西東京便はカジュアルと同じ場所であり。
- ツィンクル号、カジュアル・ツィンクル号 （USJ・大阪・京都 - 八王子・新宿）
  - ユニバーサル・スタジオ・ジャパン - あべの橋 - 近鉄なんば西口（OCAT） - 大阪駅前（地下鉄東梅田） - 京都駅八条口⇔中央道八王子 - JR八王子駅 - 京王八王子駅 - 中央道日野 - 中央道府中 - 中央道深大寺 - 中央道三鷹 - バスタ新宿

### 松田特急線
- 金太郎号（大阪・京都 - 沼津・御殿場・新松田・小田原）

### 甲府特急線
昼行便あり。
- クリスタルライナー（大阪・京都 - 韮崎・甲府）☆

### 富士山特急線
- フジヤマライナー（大阪・京都 - 富士・富士宮・富士急ハイランド・河口湖・富士吉田）

### 軽井沢特急線
- 千曲川ライナー（大阪・京都 - 上田・小諸・佐久・軽井沢）

## 過去の主な担当路線

### 大蓮線
元々は布施やあべの橋（天王寺）から大阪府道173号大阪八尾線を経由して近鉄八尾、さらに志紀車庫を結ぶ路線で、1990年代前半には多い区間で20分おきに運行していたが、1996年には久宝寺六丁目への乗り入れを実施するとともに大幅に減便され、当時は3時間に1往復程度の阿倍野橋発着便も休日1往復にまで減便された。
2004年の路線改編で、布施 - 近鉄八尾の系統は廃止、入れ替わりに新設されたJR久宝寺駅乗り入れの系統は久宝寺線となり、布施営業所へ移管された。この時、阿倍野橋発着便は残ったが、2005年7月1日に廃止、布施 - JR久宝寺も2006年2月6日に土曜日1往復運転となり、その後2009年3月20日に休止された。近鉄八尾以南の太子堂経由志紀車庫前の系統も田井中・志紀地区が志紀線に徐々にシフトする形で、土曜日1往復の運行となった後、2008年12月20日に休止された。阿倍野橋発着系統は大阪市営バスあべの北操車場で折り返していた。
2016年7月から大阪バスが布施駅と近鉄八尾駅との間を結ぶ路線を開設した。当路線と多くの区間で重複するルート（大蓮地区では八尾街道から外れた住宅地・商店街を経由する。のちに八尾街道を直進する系統も設定）で事実上の復活となった。
- 01番：志紀車庫前 → 田井中 → JR八尾駅前 → 光南町 → 八尾市役所前 → 近鉄八尾駅前 → 久宝寺 → 大蓮 → 寿町 → 三ノ瀬 → 布施駅前
- 02番：布施駅前 → 三ノ瀬 → 寿町 → 大蓮 → 久宝寺 → 近鉄八尾駅前 → 八尾市役所前 → 光南町 → JR八尾駅前 → 田井中 → 志紀車庫前
- 05番：近鉄八尾駅前 - 八尾市役所前 - 光南町 - JR八尾駅前 - 太子堂 - 田井中 - 志紀車庫前
  - 廃止時点で運行されていた系統。
- 06番：近鉄八尾駅前 → 久宝寺六丁目 → 大蓮 → 寿町 → 三ノ瀬 → 布施駅前
- 07番：布施駅前 → 三ノ瀬 → 寿町 → 大蓮 → 久宝寺六丁目 → 近鉄八尾駅前

### 志紀線
かつては近鉄八尾駅前 - 恩智駅前 - 瓢箪山駅前がメインであった恩智線の流れを汲む路線で、幾度の路線変更の末、終点が恩智から志紀車庫へ変更されたもの。志紀寄りの区間は大蓮線の一部と統合した形である。また、志紀車庫前発着がメインとなる過程で、路線名も志紀線に改められている。2017年4月1日から運行取り止めになった。
後に曙川地区以北では大阪バスにより近鉄八尾駅とJR志紀駅を結ぶ八尾志紀線が2019年9月23日に開設され（経路の一部は異なる）、当路線の運行取り止めによって生じた公共交通空白地域の一部が解消されている。
- 26番：近鉄八尾駅前 - 八尾市役所前 - 荘内町 - 曙川コミセン前 - 八尾木 - 田井中 - 志紀車庫前

### 金剛登山線
冬季の金剛山登山シーズンのみ金剛自動車（金剛バス）の応援の形で近鉄バスも運用されていた。
乗車券類も金剛自動車発行のものが当線に限り有効。なお、近鉄担当便は富田林駅から金剛登山口まで途中はノンストップでの運行であった。
- 富田林駅前 - 金剛登山口

### 百舌鳥･古市古墳群周遊バス
大阪府の事業として、2019年8月22日から2020年3月29日までの期間限定で運行する路線で、運行は近鉄バスと南海バス（堺営業所）に委託され共同運行。平日は1日2往復（近鉄バス、南海バスともに1往復ずつ）、土休日は1日4往復（近鉄バス、南海バスともに2往復ずつ）で、近鉄バスは八尾営業所が担当していた。運賃は片道600円（小児半額）。路線は土師ノ里駅 - 羽曳野市役所前間で、堺市博物館前ゆきは土師ノ里駅始発→羽曳野市役所と通り、堺市博物館前発は土師ノ里駅→羽曳野市役所前終着となり、始終着停留所が異なっていた。なお、土師ノ里駅 - 羽曳野市役所前間のみの利用は出来ない。
- 土師ノ里駅 → 羽曳野市役所前 → 堺市博物館前（仁徳天皇陵拝所前）
- 堺市博物館前（仁徳天皇陵拝所前） → 土師ノ里駅 → 羽曳野市役所前

## 高速バスの主な廃止路線
オランダ号・サンライズ号・カルスト号および京都・三井アウトレットパーク滋賀竜王線は京都営業所に移管。

### 鹿児島特急線
- トロピカル号：（大阪 - 鹿児島）
  - 2016年9月をもって運行休止となった。

### 横浜特急線
- ブルーライト号（大阪・茨木 - 横浜）
  - 大阪と横浜を結んでいた夜行路線。共同運行会社は相模鉄道。同社はのちに夜行高速バス全路線から撤退した。
  - 両社とも独立3列シート車両で運行していた。運行開始当初は「BLUE LIGHT」と車体に記載された専用車両が使用されていたが後に高速バス共通塗色車両が他系統と共通運用で使用された。
  - 停車地：あべの橋 - 近鉄なんば西口（OCAT） - 大阪駅前（地下鉄東梅田） - 阪急茨木市駅 - JR茨木駅 - 名神高槻 - 名神大山崎 ⇔ 横浜駅西口 - 相鉄高速バスセンター
  - 1989年3月23日にあべの橋・上本町バスセンターから横浜駅西口で、東名高速 - 東名阪道 - 西名阪道というルートで運行開始[17]。1998年2月20日より茨木停車に変更し名神高速経由となる。
  - 2007年3月31日、相模鉄道が撤退し、4月1日以降、近鉄バスの単独運行となったが同19日に近鉄便も廃止。「フライングライナー」を横浜経由に変更しカバーしている。

### 熊谷特急線
2004年3月18日より近鉄バスと国際十王交通の共同で運行開始。2012年5月21日に深谷駅北口まで路線延長、途中籠原駅南口に停車。2015年12月11日付けで廃止。近鉄バスはかつて大宮発着の「サテライト号」を運行していたが廃止し、当路線開設までは埼玉県発着から一旦撤退していた（当路線廃止後も、とちの木号が久喜駅に停車するため埼玉県発着は継続されている）。サテライト号については2023年2月23日に近鉄バス単独で復活した。
埼玉県内のみまたは、京都府・大阪府内のみの利用は不可。
京都・大阪発川越・熊谷・深谷方面は名神高速道路養老SA、深谷・熊谷・川越発京都・大阪方面は中央自動車道談合坂SAで休憩となる。
毎年8月に開催される熊谷花火大会では、夕方より熊谷駅南口が車両通行止めとなるため、開催日の京都・大阪方面行は熊谷駅南口を休止し、森林公園駅北口始発となる（国際十王交通との共同運行時代は熊谷駅北口3番のりば発に変更していた）。

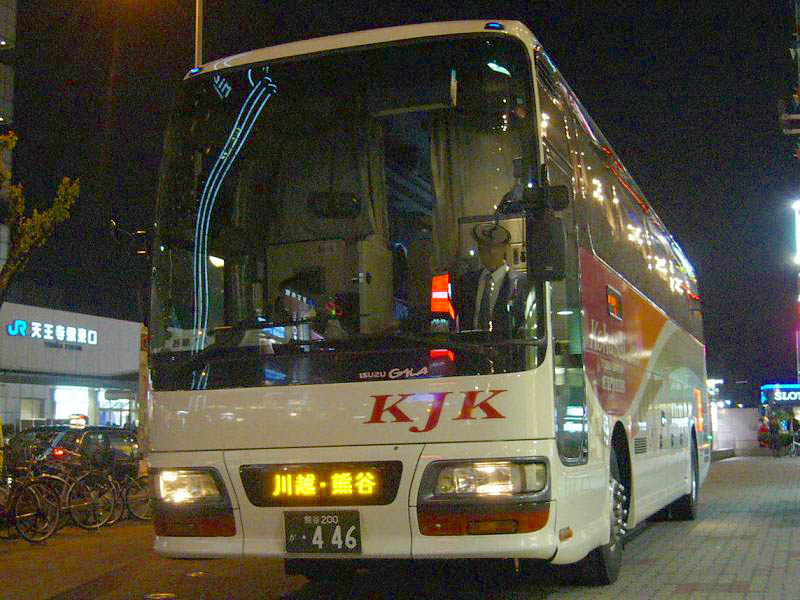
以前運行されていた国際十王交通担当便（いすゞ・ガーラ）

- ウィングライナー ： あべの橋駅（JR天王寺駅前） - 近鉄なんば駅西口（OCATビル） - 大阪駅前（地下鉄東梅田駅） - 京都駅八条口 ⇔ 川越駅西口 - 坂戸駅南口 - 森林公園駅北口 - 熊谷駅南口 - 籠原駅南口 - 深谷駅北口

### 山形特急線
- アルカディア号（大阪・京都 - 山形）
  - 2022年11月1日をもって運行終了（コロナ禍により運休していた）。

### 八尾・京都特急線
- JR久宝寺駅 ・近鉄八尾駅前 - 京都駅八条口
  - 2013年8月23日より運行を開始した。路線の愛称は制定されていなかったが、近鉄バスが配布の「近鉄高速バス」のパンフレットでは、運行当時には愛称欄に「八尾・京都特急線」として掲載されていた。
  - 運行開始当初は八尾からは8時 - 19時台に、京都からは9時 - 20時台に概ね1時間毎に発車していた（土休日は午前／午後に1往復ずつ増発）。車両はトイレなし4列シート車で運行。2016年6月1日より土休日のみの運行となり、便数も大幅に減便した[21]。
  - 運行当時にはJR久宝寺駅・近鉄八尾駅前での一般路線バスとの乗継ぎ制度があり、当路線の乗車券もしくは乗継券を提示することで一般路線バスの運賃が無料となっていた。
  - 座席指定制で事前に乗車券を購入しなければならないが、空席があれば予約なしでも乗車可能であった。当日乗車に限りICカード乗車券が利用可能であった。
  - 2023年9月2日より当面の間休止となっている。

### 京都・三井アウトレットパーク滋賀竜王線
- 京都駅八条口 - 三井アウトレットパーク 滋賀竜王
  - 土休日のみの運行。八尾・京都特急線との共通運用のため、八尾営業所が運行していた。2023年9月2日より八尾・京都特急線の休止で共通運用ができなくなったことから、京都営業所に移管されたが、移管7ヶ月後の2024年4月7日の運行を最後に廃止された[22]。

## その他
- 貴島病院の送迎バスを特定バスとして運行する。なお、同病院は恩智線（瓢箪山駅 - 山本駅系統）の楽音寺停留所前にある。
- PL病院の送迎バスも特定バスとして運行する。2006年にそれまでの金剛自動車への委託から変更され担当するようになった。
- JR久宝寺 - 近大附属の通学バスも特定バスとして一部担当。

## 車両

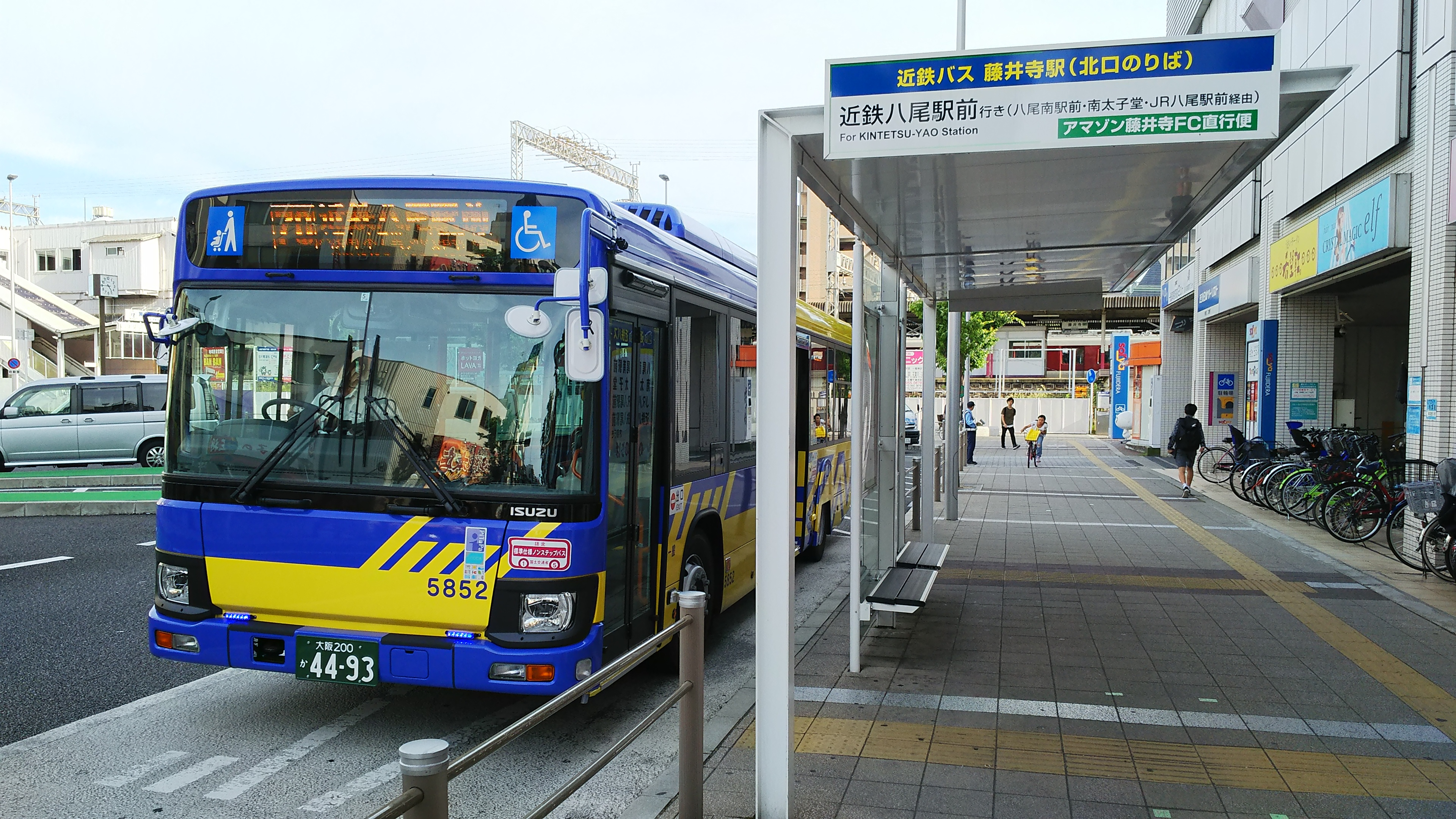
いすゞ2DG-LV290N2 社番5852

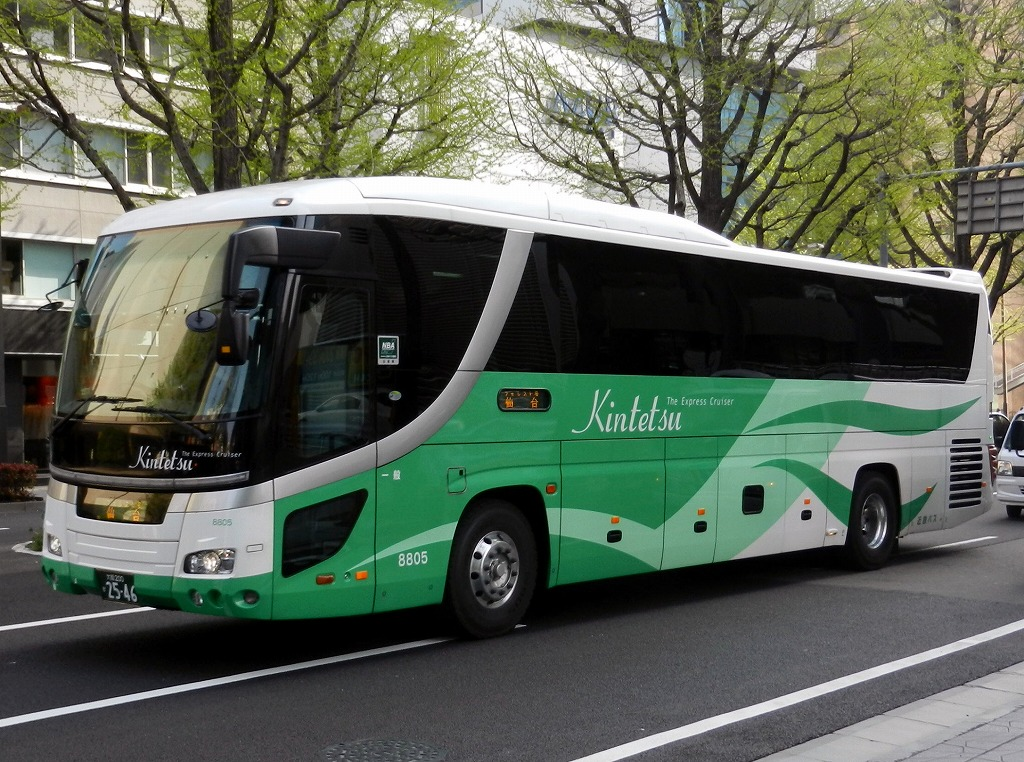
日野・セレガHD・夜行高速仕様

分社化以降、近鉄バスは日野自動車製に加えていすゞ自動車製バスも導入するようになった。現在は、いすゞ製OEM車やジェイ・バスの統合車種も導入されている。中型車か小型車が用いられる路線も多い。コミュニティバス用はそれぞれの路線の項目を参照。
高速バスは、日野・セレガを中心に、三菱ふそう・エアロキングも在籍する。
運賃箱はサクサ（旧・田村電機）製を使用していたが、2015年4月に ICカードに利用開始に伴い、小田原機器のバーコード読み取り機付きの新しい運賃箱に取り替えられた。
2016年6月には、フルモデルチェンジされたブルーリボンが導入された。長い間、路線バスは日野自動車製のみであったが、2018年にいすゞ自動車製が導入されている。
2024年の夏に夜行高速バス用に三菱ふそうエアロエースが1台配置された。